# 科地区于格勒维尔
科地区于格勒维尔（法語：Hugleville-en-Caux，法語發音：[yɡləvil ɑ̃ ko]）是法国诺曼底大区滨海塞纳省的一个市镇，属于鲁昂区。 

## 地理
科地区于格勒维尔（49°38'1"N, 0°59'3"E）面积9.45 平方千米，位于法国诺曼底大区滨海塞纳省，鲁昂以北约23千米，D22、D63和D467公路的交界处。A29高速路线通过市镇北界。
与科地区于格勒维尔接壤的市镇（或旧市镇、城区）包括：比托、埃芒维尔、格特维尔、圣旺迪布勒伊。
科地区于格勒维尔的时区为UTC+01:00、UTC+02:00（夏令时）。

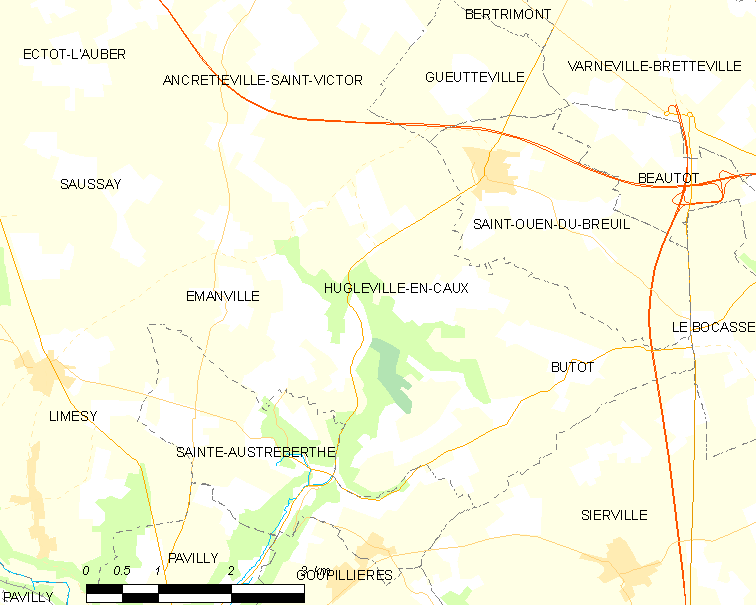
科地区于格勒维尔的OSM定位图

## 行政
科地区于格勒维尔的邮政编码为76570，INSEE市镇编码为76370。

## 政治
科地区于格勒维尔所属的省级选区为伊沃托县。

## 人口

1962-2008年间科地区于格勒维尔人口变化图示

科地区于格勒维尔于2022年1月1日时的人口数量为420人。